# 小行星3699
小行星3699（英語：3699 Milbourn）是一颗围绕太阳公转的小行星。1984年10月29日，愛德華·鮑威爾在可可尼诺县发现了此天体。
这颗小行星的绝对星等为232.0622899868752等。